# Archaeonympha
Genre
Archaeonympha est un genre d'insectes lépidoptères de la famille des Riodinidae.

## Dénomination
Le nom Archaeonympha leur a été donné par Jason Piers Wilton Hall en 1998.

## Liste des espèces
- Archaeonympha drepana (Bates, 1868); présent en Guyane,  au Brésil et au Pérou.
- Archaeonympha smalli Hall & Harvey, 1998; présent à Panama.
- Archaeonympha urichi (Vane-Wright, 1994); présent en Guyane et à Trinité-et-Tobago